# Renault 7

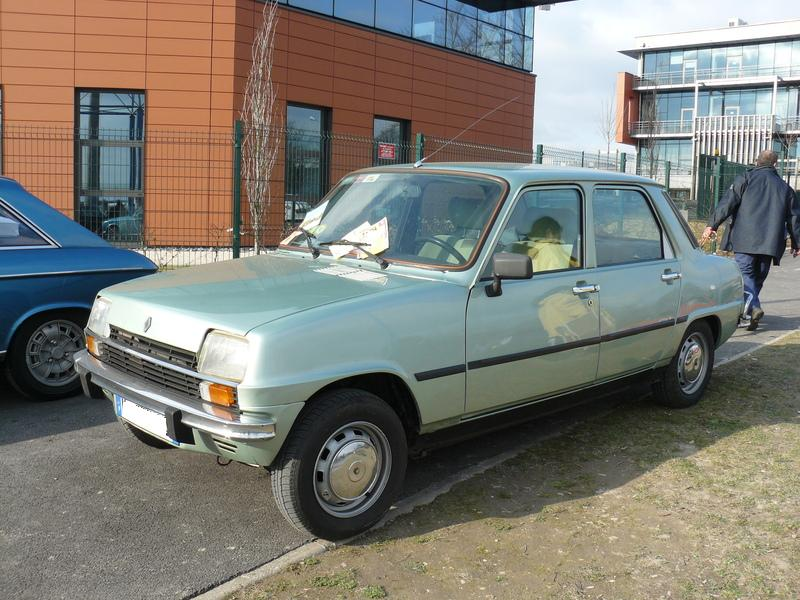
Renault 7

Renault 7 är en sedanmodell av Renault 5. Modellen tillverkades i Spanien av FASA-Renault. Denna fabrik tillverkar idag Renault Symbol som är sedanmodell av Renault Clio.
Reanault 7 tillverkades åren 1974-1984. Den är mycket lik samtida Renault 5, men skiljer sig egentligen mest med att fen är förlängd baktill för att bli en sedanmodell och därmed också bli en lite större bil.

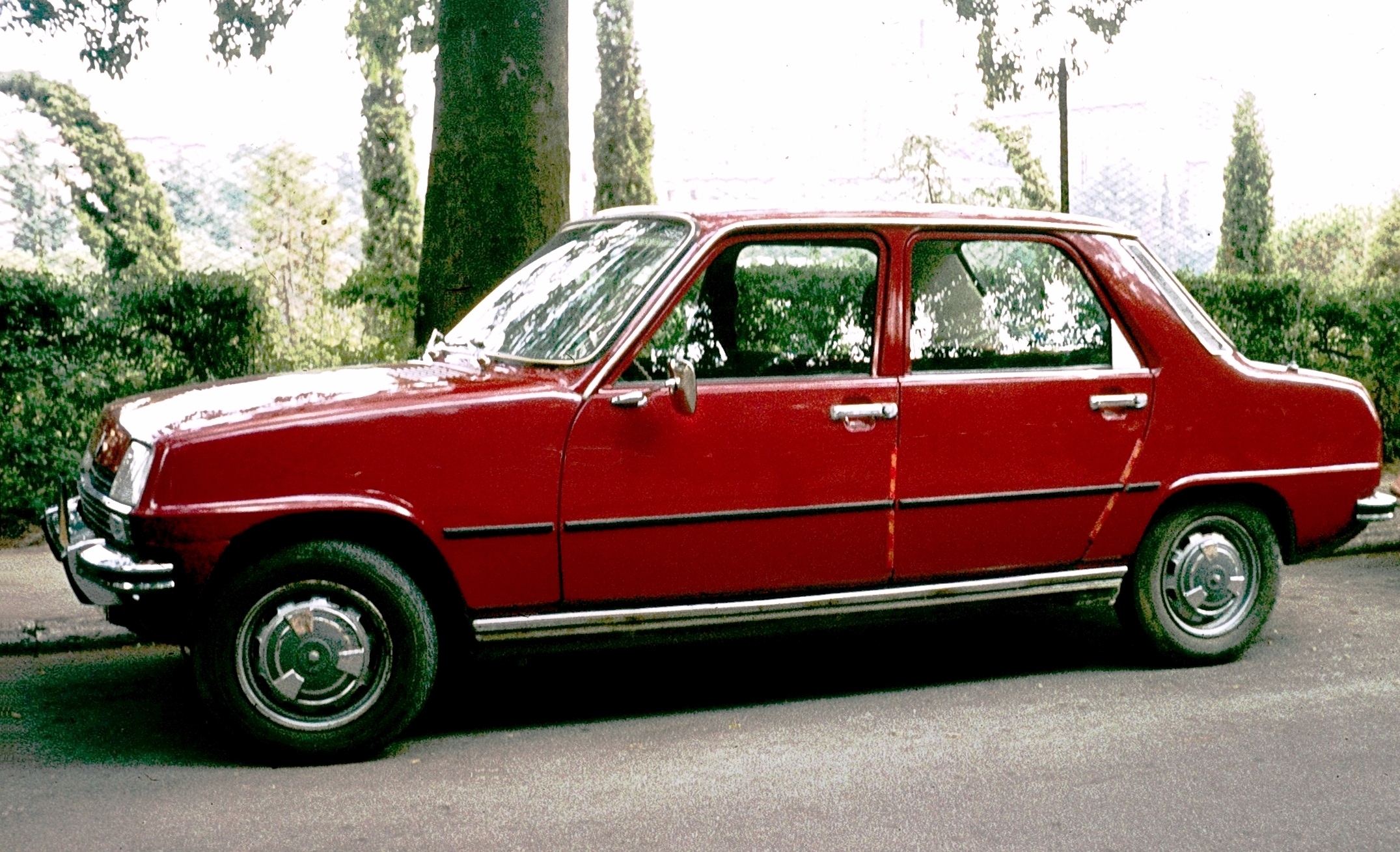
Renault 7 från sidan
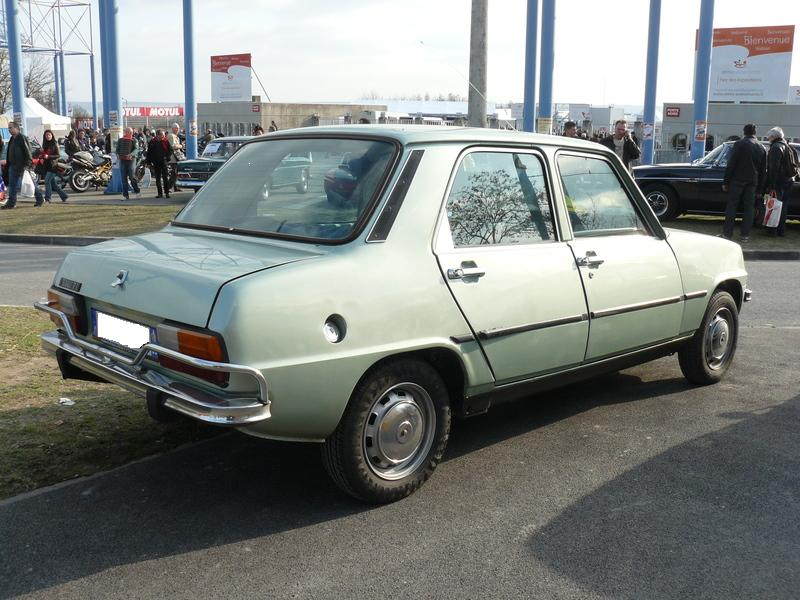
En äldre Renault 7 bakifrån
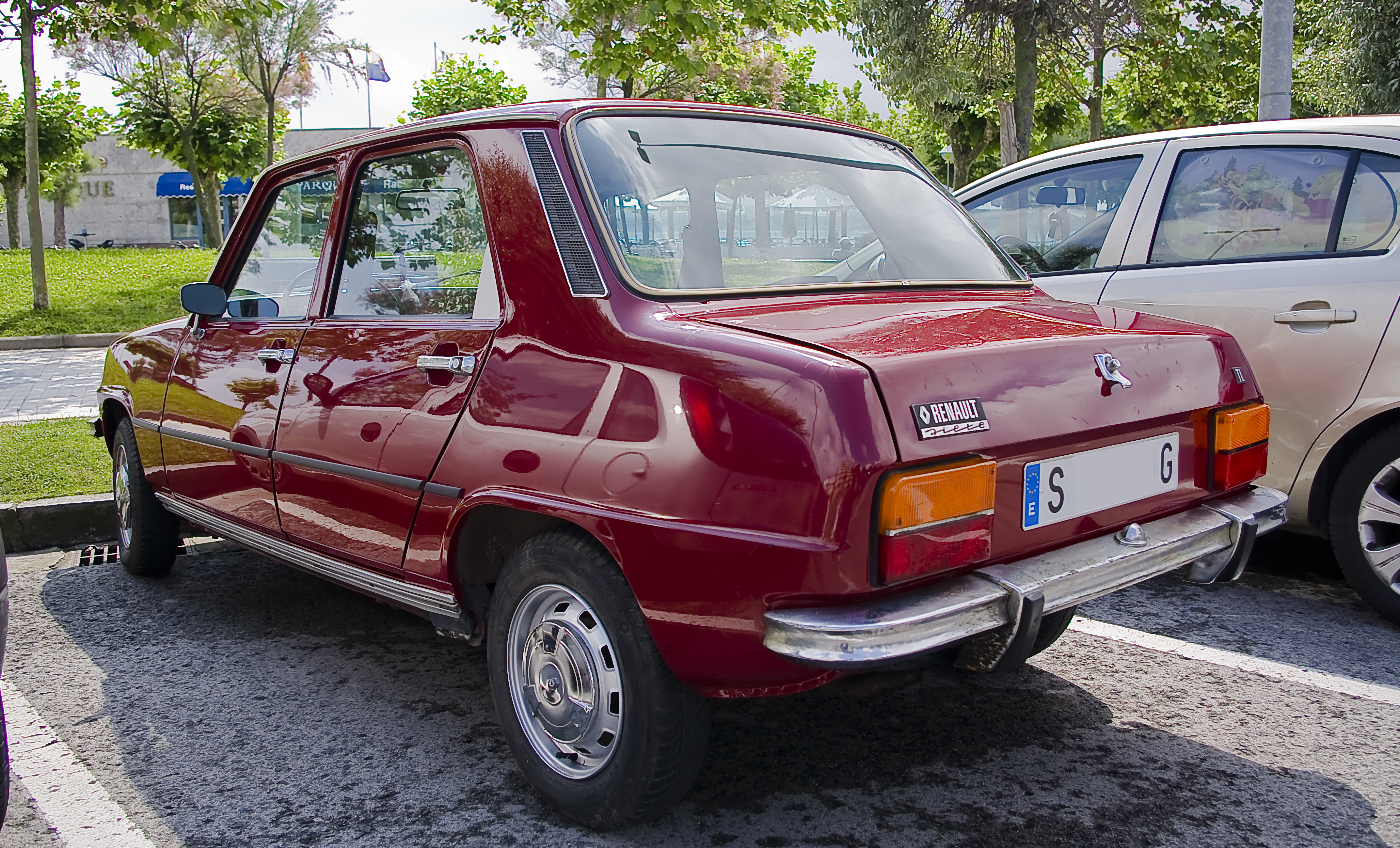
En lite senare varsion av Renault 7 bakifrån